# Mezei Ferenc (fizikus)
Mezei Ferenc (Budapest, 1942. január 17. –) Széchenyi-díjas magyar fizikus, részecskefizikus, egyetemi tanár, a fizikai tudományok doktora, a Magyar Tudományos Akadémia rendes tagja. A magyarországi fizika 20. századi történetének egyik legjelentősebb, nemzetközi hírnevű alakja. Nevéhez fűződik a kísérleti neutron- és szilárdtestfizikai kutatásokat, anyagszerkezeti vizsgálatokat új alapokra helyező, neutronspinekhó néven ismert elv felfedezése (1972), valamint az ezen az elven működő első spektrométer kifejlesztése (1978). További nagy jelentőségű felfedezései a szupertükör (1976) és a hosszú impulzusú neutronforrás (1995) elvének kidolgozása. 1972 óta élete és munkálkodása leginkább Franciaországhoz, Németországhoz és az Amerikai Egyesült Államokhoz köti, de aktív kapcsolatot ápol a magyar tudományossággal is.

## Életútja
Szülei Mezei Ferenc és Somogyi Katalin voltak, húga Mezey Katalin (1943) József Attila-díjas író, költő, műfordító. Húga családján keresztül Oláh János (1942) író sógora, Lackfi János (1971) szintén József Attila-díjas költő, író nagybátyja.
A budapesti II. Rákóczi Ferenc Gimnázium tanulójaként országos matematikai versenyek és nemzetközi diákolimpiák nyertese volt. Érettségi vizsgáit követően az Eötvös Loránd Tudományegyetemen (ELTE) szerezte meg fizikusi oklevelét 1965-ben. Ezt követően 1968-ig az ELTE Nagy Elemér vezette kísérleti fizikai tanszékének tanársegédjeként végzett kutatómunkát, egyidejűleg tagja, majd tanár vezetője volt az egyetem fizikai diákkörének. 1968-tól az MTA Központi Fizikai Kutatóintézetének tudományos munkatársa, később tudományos főmunkatársa, a Pál Lénárd vezette neutronfizikai kutatócsoport tagja, a neutrondiffrakciós laboratórium kutatója volt. 1972-től 1984-ig a grenoble-i Laue–Langevin Intézet (ILL) kutatója, 1984 óta pedig a berlini Hahn-Meitner Intézet – 2008 után Berlini Anyag- és Energiatudományi Helmholtz Központ (HZB) – kutatócsoport-vezetője, neutronszórási központjának igazgatója, egyúttal 1990-től az intézet vezetőtanácsának elnöke. Ezzel párhuzamosan 1984-től 1997-ig tanított a Berlini Műszaki Egyetemen, 1996–1997-ben pedig az Eötvös Loránd Tudományegyetemen oktatott címzetes egyetemi tanári címmel. 1997 után John Wheatley-ösztöndíjasként a Los Alamos-i Nemzeti Laboratórium (LANL) kutatója volt. Az MTA Wigner Fizikai Kutatóközpont Szilárdtestfizikai és Optikai Intézetének tudományos tanácsadója, az Európai Neutronkutató Központ felépítésére szervezett nemzetközi projekt műszaki igazgatója.

## Munkássága
Elsősorban kísérleti fizikus, de a kutatásai során elért elméleti eredményekkel és felismerésekkel a magyar fizikusok közül szinte egyedülállóan gyorsan tett szert szakmai világhírre, nemzetközi elismertségre. Fő kutatási területe a neutronfizika, az 1960-as évek végétől érdeklődése fókuszában a nagy intenzitású neutron- és töltöttrészecske-nyalábok előállításának és alkalmazásának kérdései állnak. A ferromágneses ötvözeteken végzett rugalmatlan neutronszórási kísérleteinek, majd a polarizált neutronnyalábok analízisének eredményeként kidolgozta és 1972-ben a csillebérci kutatóreaktornál kísérletileg is igazolta a neutronspinekhó elvét, amely lehetővé tette a neutronszórásban részt vevő minden egyes neutron, atomi és szubatomi részecske sebességének és sebességváltozásának nyomon követését, valamint az energia mérését nanoelektronvoltban. Felfedezése világhírt hozott a számára, hiszen addig csupán a neutronnyaláb átlagos sebessége volt közelítő értékkel számítható, a nagy felbontású neutronszórás-vizsgálatok világszerte az ő felfedezése nyomán indulhattak meg. A gyakorlati megvalósítás érdekében jött létre a megállapodás az MTA Központi Fizikai Kutatóintézete és a nagy fluxusú neutronforrással rendelkező grenoble-i Laue–Langevin Intézet (ILL) együttműködéséről, amelynek keretében Mezei 1972 után – a magyar kormányzati szervek jóváhagyásával, Pál Lénárd és Rudolf Mössbauer támogatásával – a helyszínen irányította a fejlesztési munkálatokat. A neutronspinekhó elvén működő első berendezés, a háromtengelyű spektrométer fejlesztésével 1978-ra készültek el. Alkalmazásával lehetővé vált az atommag szerkezetének és gerjesztett állapotának spektroszkópiai tanulmányozása, az atomok szilárdtestekben való mozgásának nyomon követése, a polimerek, biopolimerek, kolloidok, kondenzált, egydimenziós mágneses vagy szuprafolyékony anyagok, szupravezetők, folyadékkristályok, spinüvegek stb. anyagszerkezeti jellemzőinek, változásainak és fázisátalakulásainak vizsgálata.
Ugyancsak nevéhez fűződik a mintegy száz vékony rétegből álló, interferenciaelv alapján működő szupertükör elvének kidolgozása (1976), amely világszerte alapja lett a lézer-, röntgen- és neutronoptikai eszközöknek. 1995-ben publikálta a hosszú impulzusú atommag-aprításos (spallációs) neutronforrás általa kidolgozott koncepcióját, amely a neutronszórásos kísérletek érzékenységét a korábbi technológiákhoz képest is tovább növeli. Ennek lényege, hogy a nagy sebességűre (2 GeV-re) gyorsított protonok szilárd, forgó céltárggyal, tipikusan nehéz atomokkal (pl. volfrámmal) ütköznek, és az atommagból kisebb részeket hasítanak ki; az atommagból így kiszabaduló további neutronokat moderátorokkal termikus energiaszintjükre lassítják, és így szóratják különféle, a vizsgálat tárgyát képező anyagokon. A Mezei-féle elv gyakorlati megvalósításának céljával, tizenhét európai ország összefogásával jött létre az Európai Neutronkutató Központ (ESS) elnevezésű kutatási projekt. A szervezőmunkában a projekt műszaki igazgatójaként részt vesz Mezei Ferenc is, aki éveken át azon munkálkodott, hogy a technológiát befogadó kutatóközpontnak Debrecen adjon otthont, de a 2009-ben megszületett döntés szerint a várhatóan 2025-re megnyíló kutatóközpont végül Lundban épül fel.
Noha 1972 óta elsősorban külföldön dolgozik, kapcsolatát a hazai tudományossággal nem veszítette el (lásd bővebben a következő fejezetben), kereste annak lehetőségét, miként kapcsolhatóak be hatékonyabban a magyar tudományos központok és kutatóhelyek a nemzetközi tudományos életbe. Az 1986 elején megalakult Európai Fizikai Társulat (EPS) tagsági feltétele a pénzbeli támogatás volt, így Mezei saját költségéből 10 ezer svájci frankot fizetett azért, hogy a magyar Eötvös Loránd Fizikai Társulat az EPS alapító tagszervezete lehessen.
Mintegy száz szakcikke, tanulmánya jelent meg, jobbára nemzetközi tanulmánykötetekben, folyóiratokban. Szerkesztőbizottsági tagja volt a Europhysics Letter, 1988-tól 1996-ig a Zeitschrift für Physik, 1995-től pedig a Journal Neutron Research című szakfolyóiratoknak.

### Szervezeti tagságai és elismerései
1982-ben a Magyar Tudományos Akadémia levelező, 1987-ben rendes tagjává választották, részt vesz a szilárdtestfizikai bizottság munkájában. 1990-től tagja az Európai Akadémiának (AE), elnöke az Európai Fizikai Társaság (EPS) publikációs bizottságának, tagja a Nemzetközi Elméleti és Alkalmazott Fizikai Szövetség (IUPAP) mágnesességi bizottságának. Fiatal korában megszervezte és évekig vezette az Eötvös Loránd Fizikai Társulat ifjúsági fizikai körét.
Tudományos eredményei elismeréséül 1973-ban Selényi Pál-díjjal, 1986-ban az Európai Fizikai Társaság Hewlett-Packard Europhysics elismerésével, 1991-ben Eötvös Loránd-emlékéremmel, 1994-ben a Magyar Nukleáris Társaság Szilárd Leó-díjával, 1995-ben a Magyar Érdemrend középkeresztjével, 1999-ben Wigner Jenő-díjjal, valamint az Európai Neutronspektroszkópiai Társaság Walter Hägl-díjával tüntették ki. A neutronkutatásban elért, nemzetközi szinten is kimagasló eredményeiért, neutronoptikai berendezések kifejlesztéséért 2013-ban Széchenyi-díjjal tüntették ki. 2008-ban a Debreceni Egyetem díszdoktorává avatták.

### Főbb művei
- Change in the electron density of states due to Kondo scattering. Budapest: KFKI. 1970.   (Zawadowski Alfréddal)
- Neutron spin echo: A new concept in polarized thermal neutron technique. Budapest: KFKI. 1972.
- Spin conservation and spin dynamics at ferromagnetic Curie points and in spin glasses. Budapest: KFKI. 1985.
- Long pulse concept of spallation sources.  Acta Physica Hungarica,  3–4. sz. (1995)   209–226. o.